# Clorură de fier (III)
Clorura de fier (III), denumită și clorură ferică este o sare a fierului cu acidul clorhidric, cu formula chimică {\displaystyle {\ce {FeCl3}}}. Compusul există de asemenea sub formă de aduct hexahidrat, având formula trans- {\displaystyle {\ce {[Fe(H2O)4Cl2]Cl\cdot 2H2O}}}, scrisă în mod normal ca {\displaystyle {\ce {FeCl3\cdot 6H2O}}}. 
Compusul anhidru este un solid cristalin cu punctul de topire de 307,6 ° C. Culoarea acestuia depinde de unghiul de vizualizare: prin lumina reflectată cristalele apar verde închis, dar prin lumina transmisă apar roșu violet. Hexahidratul are culoare portocaliu-brună. 
Clorura de fier (III) se dizolvă în apă, dar se supune hidrolizei parțiale printr-o reacție exotermă, având ca rezultat o soluție puternic acidă. Soluția maro, acidă și corozivă rezultată este utilizată ca agent de floculare în tratarea apelor reziduale și producerea apei potabile și ca agent de dizolvare a metalelor pe bază de cupru în circuite imprimate.
Clorura de fier (III) anhidră este higroscopică; hidroliza parțială apare și pe măsură ce absoarbe apa din aer, eliberând acidul clorhidric care formează ceață în aer umed. Este un acid Lewis destul de puternic și este folosit drept catalizator în sinteza organică.

## Industrie
În industrie, este utilizat în tratarea apelor reziduale și  în producerea apei potabile. În această aplicație, FeCl3 , în apă ușor bazică, reacționează cu ionii de hidroxid, pentru a forma FeO (OH) -, care poate elimina materialele în suspensie. De asemenea, este utilizat ca agent de leșiere în hidrometalurgie, de exemplu, în producția de Si din FeSi. (Proces Silgrain).
O altă aplicație importantă a clorurii de fier (III) este gravarea de cupru în două etape de reacție redox la clorură de cupru (I) și apoi la clorură de cupru II în producția de plăci cu circuite imprimate. Clorura de fier (III) este utilizată drept catalizator pentru reacția etilenei cu clor, formând diclorura de etilenă (1,2-dicloretan), un produs chimic important, care este folosit, în principal, pentru producerea industrială a clorurii de vinil, monomer pentru fabricarea PVC .
În laborator,  clorura de fier (III) este frecvent folosită ca un acid Lewis pentru a cataliza reacții, cum ar fi clorurarea compușilor aromatici și reacția Friedel-Crafts a compușilor aromatici. Este mai puțin puternic decât clorura de aluminiu, dar, în unele cazuri, această acțiune inofensivă duce la randamente mai mari, de exemplu, alchilarea benzenului. Testul de clorură ferică este un test colorimetric tradițional pentru fenoli, care utilizează o soluție de clorură de 1% fier (III), care a fost neutralizat cu hidroxid de sodiu până când un ușor precipitat de FeO (OH) este format. Amestecul se filtrează înainte de utilizare. Substanța organică se dizolvă în apă, metanol sau etanol, apoi se adaugă soluție neutralizată de clorură de fier III - colorația tranzitorie sau permanentă (de obicei, mov, verde sau albastru) indică prezența unui fenol sau enol. Această reacție este exploatată în testul Trinder la față locului, care este folosit pentru a indică prezența salicilaților, în special a acidului salicilic, care conține o grupare OH fenolic. Acest test poate fi utilizat pentru a detecta prezența acidului gama-hidroxibutiric și gama-butirolactona care face ca acesta să se coloreze în roșu-brun.

## Preparare
Clorura de fier anhidră (III) poate fi preparată prin unirea elementelor:
{\displaystyle {\ce {2Fe_{(}s)\ +\ 3Cl_{2}_{(}g)\ \rightarrow \ 2FeCl_{3}_{(}s)}}}
Soluțiile de clorură de fier (III) sunt produse industrial atât din fier, cât și din minereu, într-un proces cu buclă închisă.
1. Dizolvarea minereului de fier în acid clorhidric:{\displaystyle {\ce {Fe_{3}O_{4}_{(}s)\ +\ 8HCl_{(}aq)\ \rightarrow \ FeCl_{2}_{(}aq)\ +\ FeCl_{3}_{(}aq)\ +\ 4H_{2}O_{(}l)}}}
2. Oxidarea clorurii de fier (II) cu clor:                     {\displaystyle {\ce {2FeCl_{2}_{(}aq)\ +\ Cl_{2}_{(}g)\ \rightarrow \ 2FeCl_{3}_{(}aq)}}}
3. Oxidarea clorurii de fier (II) cu oxigen:                {\displaystyle {\ce {4FeCl_{2}_{(}aq)\ +\ O_{2}_{(}g)\ +\ 4HCl_{(}aq)\ \rightarrow \ 4FeCl_{3}_{(}aq)\ +\ 2H_{2}O_{(}l)}}}

Cantități mici pot fi produse prin reacția fierului cu acid clorhidric, apoi cu peroxid de hidrogen. Peroxidul de hidrogen este oxidantul în transformarea clorurii feroase în clorură ferică.

## Alte utilizări
- Utilizat, în formă anhidră, ca un reactiv de uscare în anumite reacții;
- Utilizat pentru a detecta prezența compușilor fenolici în sinteza organică; exemplu: examinarea purității  Aspirinei;
- Utilizat de către colecționarii americani pentru a identifica datele de pe monedele Buffalo, care sunt atât uzate, încât nu mai sunt vizibile;
- Necesar pentru corodarea plăcilor de fotogravură, pentru imprimarea de imagini de arta fotografică  în intaglio și pentru gravarea cilindrilor de rotogravură utilizați în industria de imprimare;
- Folosit pentru a face plăcile cu circuite imprimate;
- Folosit pentru a testa rezistența la coroziune a oțelului inoxidabil și a altor aliaje;
- Folosit în sistemele de stocare a energiei.